# Attentat du Véry
L'attentat du Véry est une attaque à la bombe menée le 25 avril 1892 à Paris par les militants anarchistes Théodule Meunier, Jean-Pierre François et Fernand Bricout contre le restaurant Le Véry. Les trois attaquent le lieu en réponse à l'arrestation de Ravachol, que le propriétaire de l'établissement, Jean-Marie Véry, a dénoncé à la police et dont il a permis l'arrestation. Il s'agit pour eux de cibler un indicateur de la police qu'ils considèrent comme une cible légitime, après sa collaboration avec les autorités contre les anarchistes. L'attentat s'inscrit dans la suite des actes de Ravachol et aggrave la tension de l'ère des attentats (1892-1894).
Malgré un renforcement de la sécurité autour de l'établissement, Meunier et François parviennent à placer une bombe dans le lieu, tuant deux personnes, dont leur cible, Véry. Ils blessent au moins une personne. Les trois militants sont arrêtés après l'attentat ; Bricout et Marie Delange, sa compagne, décident de collaborer avec la police et rejettent la faute sur Meunier et François. Meunier est condamné aux travaux forcés à perpétuité et est déporté au bagne, où il meurt en 1907, François est acquitté par le jury qui le juge, Bricout est quant à lui condamné à vingt ans de travaux forcés, malgré sa collaboration avec la police.

## Histoire

### Contexte
Au XIXe siècle, l'anarchisme naît et se constitue en Europe avant de se propager. Les anarchistes défendent la lutte contre toutes formes de domination perçues comme injustes, en premier lieu la domination économique, avec le développement du capitalisme. Ils sont particulièrement opposés à l'État, vu comme l'organisation permettant d'entériner ces dominations au travers de sa police, son armée et sa propagande.
En France, les relations déjà conflictuelles entre les anarchistes et l'État français, matérialisé dans la Troisième République, entrent dans une nouvelle période de tensions très importantes : en 1891, la fusillade de Fourmies, où l'armée tire sur des manifestants demandant une journée de travail de huit heures, et l'affaire de Clichy, où des anarchistes sont arrêtés, battus et maltraités par la police radicalisent un certain nombre d'anarchistes en France. Le fait que les anarchistes arrêtés après l'affaire de Clichy soient jugés avec beaucoup de sévérité, le procureur demandant la peine de mort pour les trois et le juge les condamnant à des peines très dures de trois et cinq ans de prison, est un catalyseur important pour l'entrée dans l'ère des attentats.

### Prémices et préparatifs

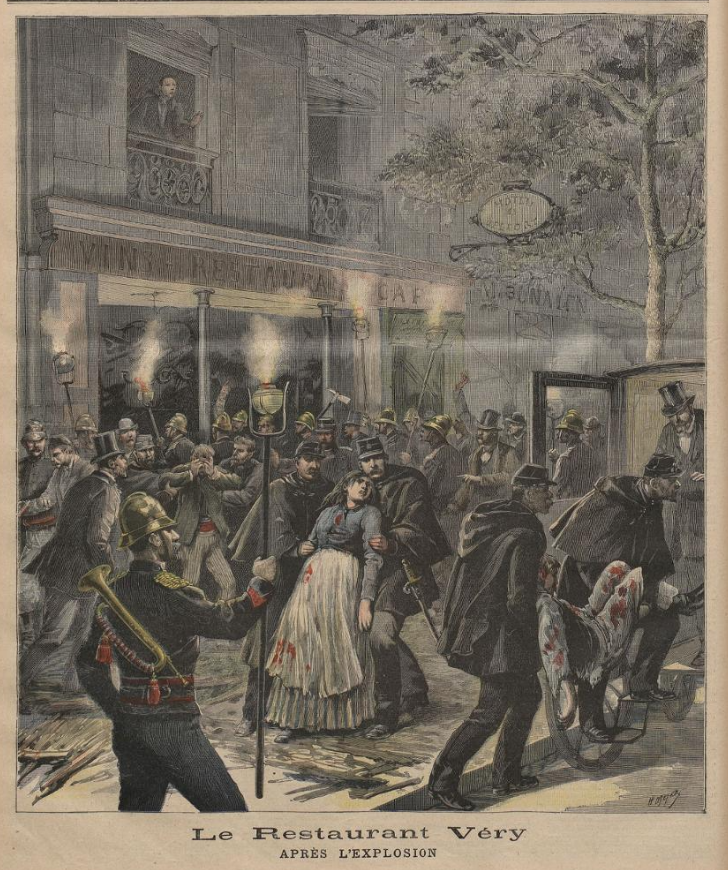
Représentation de l'attentat du Véry dans Le Petit Journal illustré (7 mai 1892)

Un anarchiste, François Koënigstein dit Ravachol, décide alors d'assassiner le juge en question lors de l'attentat du boulevard Saint-Germain, puis face à son échec, cible le procureur d'un nouvel attentat à la bombe. Le 30 mars 1892, Ravachol, alors en clandestinité et dînant dans le restaurant Le Véry, 22 boulevard Magenta, est reconnu par un employé, Jules Lhérot, qui s'empresse de transmettre l'information au propriétaire du restaurant, Jean Marie Véry. Celui-ci décide d'avertir la police et dénonce Ravachol aux autorités, ce qui mène à son arrestation. La police prend conscience du caractère dangereux de la situation de ses indicateurs et augmente les mesures de sécurité autour du restaurant.
L'arrestation de Ravachol propulse les cercles anarchistes français dans de nouvelles perspectives. De nombreux militants anarchistes expriment des appels à la vengeance pour son arrestation (puis son exécution, quelques mois plus tard, pour un meurtre effectué auparavant et des crimes qu'il n'a pas commis).

Dans ce cadre, trois militants anarchistes individualistes, Théodule Meunier, Jean-Pierre François, dit « Francis », et Fernand Bricout, dit « Bricou », s'associent pour viser Jean-Marie Véry et Le Véry. Ils appartiennent tous trois au groupe anarchiste des 'Pieds Plats', qui rassemble surtout des militants liés à la menuiserie. Dès le 10 avril 1892, François déclare devant le Cercle anarchiste international :

« Lhérot ne profitera pas de l’argent qu’il a touché, c’est moi qui vous le jure. »

Cette perspective n'est pas unique dans ces milieux et est partagée par un certain nombre d'anarchistes. Ainsi, Adolphe Tabarant compare Lhérot à Judas, ce qui équivaut à comparer Ravachol à Jésus-Christ. Il s'engage aussi dans des textes pour défendre Ravachol, et rejette la faute sur Lhérot, vu comme un traître aux siens. Le même jour, le 10 avril 1892, il écrit dans l'En-dehors :

« [Son nom] est vomi avec dégoût par toutes les bouches honnêtes et libres, un nom qu’on ne soufflettera jamais assez, digne de rester au dictionnaire des lâchetés bourgeoises comme un synonyme de trahison applaudie, de mouchardise érigée en devoir, d’ignominie fêtée, encensée, couronnée de fleurs, couverte d’or, divinisée par la bassesse publique. [...]
 Tant qu'il y aura des Lhérot, nous excuserons les Ravachol. »

### Attentat
Bricout et Meunier confectionnent la bombe ensemble tandis que François disparaît et déménage en ce début de mois d'avril 1892. Le 25 avril 1892, veille du début du procès de Ravachol, Meunier et François se rendent au Véry. Meunier dispose ensuite la mallette contenant la bombe contre le comptoir et les deux fuient le restaurant. La bombe explose et tue 2 personnes, y compris Véry. Elle blesse au moins une personne, un certain Gandon.

### Suites

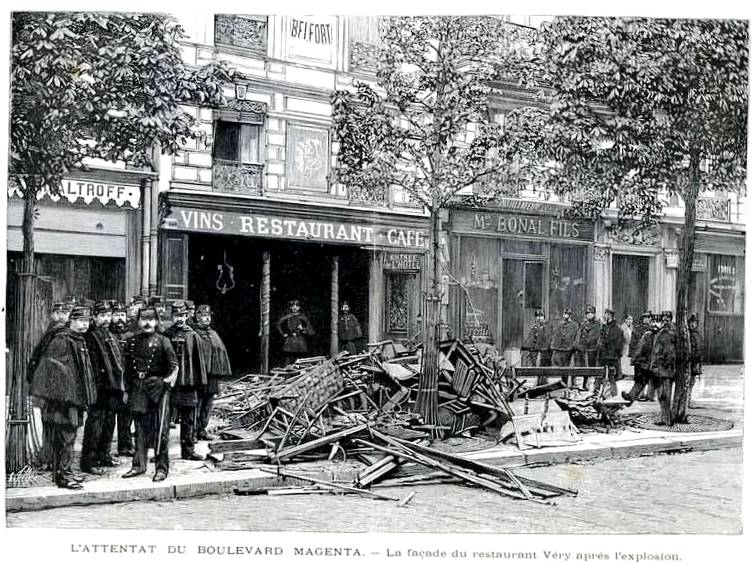
Le restaurant Véry après l'attentat.

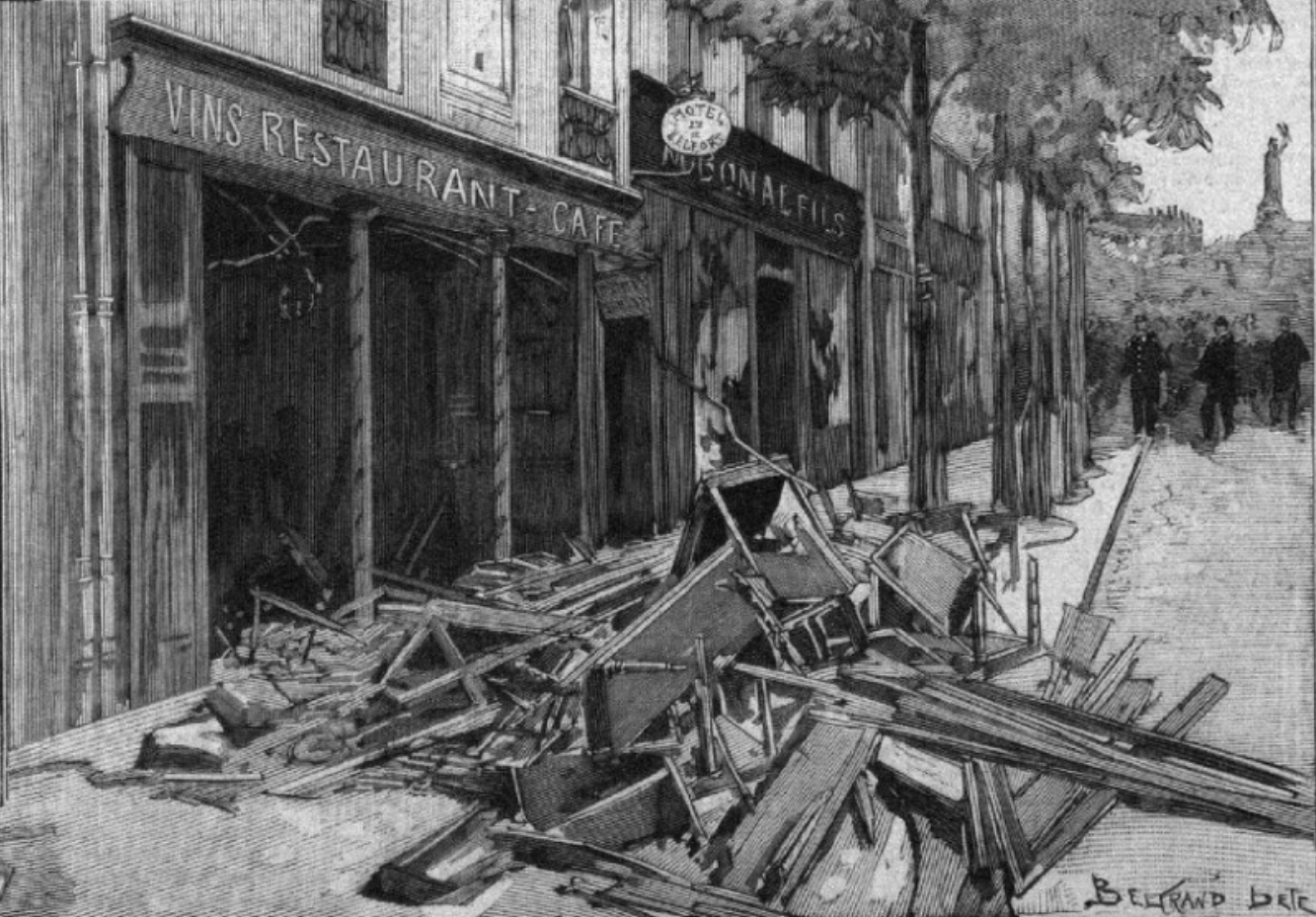
Le restaurant Véry après l'attentat dans Le Petit Parisien : supplément illustré (15 mai 1892)

Juste après l'attentat, Le Père Peinard s'engage dans un jeu de mots ciblant Véry, en écrivant : « Vérification ». Les funérailles de Véry sont organisées par l'État en présence du président Émile Loubet. Il y fait un discours, où il déclare :

« Le soulèvement universel d'indignation provoqué par les crimes odieux commis récemment nous prouve que cette lutte entreprise contre la société ne saurait réussir. Contre de tels malfaiteurs, les pouvoirs publics ne négligeront aucun des moyens qu'ils tiennent de la loi pour la défense commune. »

Le 27 avril 1892, Jean-Pierre François est arrêté par la police puis libéré après avoir fourni un alibi corroboré par une dizaine de témoins: il aurait été chez Lejeune. Après avoir été dénoncé par Bricout et Marie Delange, sa compagne, à la police, il s'enfuit pour le Royaume-Uni et Londres. La France réclame son extradition pour le traduire devant sa justice. Malgré une lutte pour le refus de son extradition entreprise par Louise Michel ou Pierre Kropotkine, l'extradition est accordée. François et Bricout suivent ensuite leur procès à la Cour d’assises de la Seine. Le premier est acquitté le 12 avril 1893, tandis que Bricout, qui l'a dénoncé, est condamné à 20 ans de travaux forcés.
De son côté, Meunier passe les jours suivant l'attentat en prison à la Santé pour une autre affaire sans rapport. Il arrive ainsi à éviter les recherches de la police qui multiplie les moyens pour le retrouver. A la fin de sa peine, il parvient à rejoindre le Royaume-Uni où il est arrêté en juin 1894 avant d'être extradé vers la France, où il est jugé à partir du 26 juillet 1894. L'anarchiste nie avoir fait l'attentat et est presque acquitté par le jury mais est condamné aux travaux forcés à perpétuité à une voix près. Envoyé au bagne de Cayenne, il y meurt en 1907 après deux tentatives d'évasion, éventuellement du paludisme. Il écrit à Jean Grave en 1906 :

« Je ne regrette rien, je n’ai fait que ce que je devais faire ; ce serait à recommencer, je ferais la même chose. Je ne crains pas la mort ; si je suis condamné, qu’elle vienne le plus tôt possible. Cependant, c’est regrettable de mourir ainsi après tant d’années de souffrance passées au bagne. »

Gandon reçoit quant à lui 2,000 francs d'indemnité pour ses blessures en 1895.